# Klaus Unterburger
Klaus Unterburger (* 14. Oktober 1971 in Wunsiedel) ist ein deutscher römisch-katholischer Theologe.

## Leben
Klaus Unterburger stammt aus Nagel (Fichtelgebirge). Er besuchte von 1982 bis 1991 das Gymnasium in Wunsiedel. Nach dem Abitur 1991 studierte er von 1991 bis 1998 katholische Theologie an der Ludwig-Maximilians-Universität München, zugleich (als Doppelstudium) von 1991 bis 1996 Philosophie an der Hochschule für Philosophie in München und an der Ludwig-Maximilians-Universität München.
Mit der Magisterarbeit Determinismuswiderlegung in der kritischen Philosophie Immanuel Kants und bei Johann Gottlieb Fichte in der Phase bis 1796 bei Reinhard Lauth erwarb er 1996 den Magister in Philosophie (M.A.) an der Universität München (Nebenfächer: Katholische Theologie/Evangelische Theologie). Ab 1996 war er wissenschaftlicher Mitarbeiter am Lehrstuhl für Kirchengeschichte des Mittelalters und der Neuzeit der Katholisch-Theologischen Fakultät der Universität München bei Manfred Weitlauff. Das Lizenziat in Katholischer Theologie (Lic. theol.) an der Katholisch-Theologischen Fakultät der Ludwig-Maximilians-Universität München erwarb er 1998 mit der Lizenziatsarbeit Kirchen- und Dogmengeschichte an der Universität München zwischen I. Vatikanischem Konzil und Modernismuskrise. Die Professoren Joseph Bach, Isidor Silbernagl und Alois Knöpfler bei Manfred Weitlauff. Für die Promotion 2004 zum Dr. theol. Das bayerische Konkordat von 1583. Die Neuorientierung der päpstlichen Deutschlandpolitik nach dem Konzil von Trient und deren Auswirkungen für das Verhältnis von weltlicher und geistlicher Gewalt durch die Katholisch-Theologischen Fakultät der Ludwig-Maximilians-Universität München erhielt er den Förderpreis des Bistums Augsburg im November 2004.
Ab 2004 war er wissenschaftlicher Assistent am Seminar für mittlere und neuere Kirchengeschichte an der Universität Münster bei Hubert Wolf. Mit der Habilitationsschrift an der Universität Münster Lehramt, Theologie und Universität. Die universale Reform des Studiums der Theologie, der Philosophie und des Kirchenrechts unter Papst Pius XI. mit besonderem Bezug auf die deutschen Universitätsfakultäten erwarb er 2008 die Habilitation und die Ernennung zum Privatdozenten mit der venia legendi für das Fach mittlere und neuere Kirchengeschichte.
Seit 2008 war er Akademischer Oberrat am Seminar für mittlere und neuere Kirchengeschichte an der Westfälischen Wilhelms-Universität. Von Sommersemester 2010 bis Sommersemester 2011 war er beurlaubt zur Vertretung der Professur für Mittlere und Neue Kirchengeschichte an der Katholisch-Theologischen Fakultät Regensburg. Er hatte einen Lehrauftrag für Patrologie an der KU Linz. Von Wintersemester 2011/12 bis Sommersemester 2012 vertrat er den Lehrstuhl für Mittlere und Neuere Kirchengeschichte in Münster.
Vom 1. November 2012 bis 2022 lehrte er als Professor für Historische Theologie/Mittlere und Neue Kirchengeschichte an der Universität Regensburg. Von Wintersemester 2017 bis zum Sommersemester 2019, im Sommersemester 2020 und im Wintersemester 2021/22 war er Dekan der dortigen Fakultät für Katholische Theologie. Seit dem 1. April 2022 ist Unterburger Professor für Kirchengeschichte des Mittelalters und der Neuzeit an der Universität München. Unterburger ist seit 2019 Vorsitzender der Arbeitsgemeinschaft der Kirchenhistoriker und Kirchenhistorikerinnen im deutschen Sprachraum (AGKG). Seit 2015 ist er Mitherausgeber der Zeitschrift für Kirchengeschichte. Er ist Mitglied des Ökumenischen Arbeitskreises evangelischer und katholischer Theologen (ÖAK) und Berater der Glaubenskommission der Deutschen Bischofskonferenz. Zudem ist er Mitglied im Beirat des Deutschen Historischen Instituts in Rom und der Katholischen Akademie in Bayern. Seit 2019 ist er erster Vorsitzender der Katholischen Erwachsenenbildung (KEB) in der Stadt Regensburg e. V. Er gehört der Schriftleitung der Münchener Theologischen Zeitschrift, dem Vorstand der Gesellschaft zur Herausgabe des Corpus Catholicorum und dem Vorstand des Vereins für bayerische Kirchengeschichte an.

## Veröffentlichungen (in Auswahl)
- Phänomenologie der ehelichen Liebe gegen neuscholastisches Naturrecht? Die Kontroverse um Laros’ Aufsatz vor dem Hintergrund der Enzyklika Casti conubii und der Entwicklung der katholischen Ehe- und Sexualmoral. In: Jörg Seiler (Hrsg.): Matthias Laros (1882–1965). Kirchenreform im Geiste Newmans (= Quellen und Studien zur neueren Theologiegeschichte. Nr. 8). Friedrich Pustet, Regensburg 2009, ISBN 978-3-7917-2210-8, S. 131–188.
- Schwarz und kirchentreu, arm und eingeschüchtert? Katholisches Milieu und Nationalsozialismus in der Oberpfalz. In: Joachim Kuropka (Hrsg.): Grenzen des katholischen Milieus. Stabilität und Gefährdung katholischer Milieus in der Endphase der Weimarer Republik und in der NS-Zeit. Aschendorff, Münster 2013, ISBN 978-3-402-13005-6, S. 323–357.